# 우궈전
우궈전(오국정, 吳國楨, 1903년 10월 21일 ~ 1984년 6월 6일)은 중화민국의 전 정치인이자 역사가였다.  다른 직무들 중에 그는 상하이 시장과 타이완성 정부의 의장을 지냈다.

## 어린 시절
청나라 후베이성에서 태어나 자신의 부친이 군사 복무를 지낸 베이징에서 자라왔다.  그는 저우언라이가 급우였던 톈진 난카이 고등학교와 칭화 대학에서 수학하였다.  1923년 그리넬 칼리지로부터 경제학에서 문학 석사, 그리고 1926년 프린스턴 대학교로부터 정치학에서 박사 학위를 취득하였다.

## 초기 경력과 개인 생활
1926년 중국으로 귀국 후, 우궈전은 정부 서비스에서 경력을 시작하여 처음에 지방 독군 샤터우윈을 위하여 한커우 (오늘날 우한의 일부)에서 세리로 일하였다.  1931년 그는 진 T. 황의 딸 에디스 황과 결혼하였다.  결국적으로 그들은 4명의 자녀 - 아일린 우, 에디스 우, H.K. 우와 셔먼 우를 두었다.  1932년 그는 한커우의 시장이 되었다.  1936년 장강이 홍수로 준비된 것으로 나타났을 때 우궈전은 도시를 구한 큰 제방 시스템의 건설을 감시하였다.
제2차 중일 전쟁이 일어난 동안 1938년 10월 일본군에게 한커우의 함락과 함께 우궈전과 그의 가족은  충칭으로 달아났다.  그는 1943년 ~ 1945년부터 외교부의 부부장으로 지내며 일본군에 대항하는 통일 전선의 일부로서 저우언라이와 상호 작용하였다.  1945년 제2차 세계 대전의 종말 후에 우궈전은 상하이 시장이 되어 1949년 중국공산당 군대가 도시를 점령했을 때까지 그 역할을 지냈다.  상하이 시장 재임 동안 우궈전은 시카고 트리뷴의 로버트 매코믹과 그의 부인 메릴랜드를 만났다.  상하이에서 상황이 불안정해지면서 우궈전은 그의 2명의 딸들을 일리노이주에서 매코믹 가족과 함께 살도록 보냈다.

## 중국 본토를 떠난 후의 활동들
타이베이로 중국국민당 정부의 재배치에 이어 우궈전은 1949년부터 1953년까지 타이완성의 장관을 지냈다.  우궈전은 타이완 국민들에게 더욱 큰 자치 정부를 가져오는 데 시도하여 일반 투표에 의한 특정 지방 공무원들의 선거를 위하여 허용하였다.  우궈전은 또한 천이가 정부로 들어오는 것에 관한 비평들을 가져왔으며 경찰의 만행을 줄이려고 하였다.  우궈전은 장징궈와 천청을 포함한 국민당 정부의 많은 보수적 당원들에 의하여 반대되었다.  그의 자유적 민주주의 아이디어들과 공산당원들의 침입의 중대한 순간은 손을 맞대지 않는다.
장징궈와 함께 우궈전의 충돌은 더욱 악화되었다.  그는 장제스에게 그의 사임을 제출하였으나 거절되었다.  1952년 4월 우궈전을 표적으로 한 암살 혐의가 의심되었다.  1953년 4월 그는 성공적으로 타이완성 장관을로서 자신의 직위로부터 사임하였고, 5월 24일 그는 "강의 순회"에 황급히 타이완을 떠났다.  장제스 부자에 의하여 떠나는 데 허용되지 않은 한명의 아들을 제외한 우궈전의 가족이 미국을 위하여 떠났다.  1954년 우궈전의 부패를 단언한 타이완에서 비난의 파동이 나타났다.  동시에 장제스 부자는 정부로부터 우궈전의 동료들을 해고시키는 데 이동하였다.  그들은 또한 정식으로 우궈전을 국민당으로부터 제명하였다.  타이완으로부터 자신의 아들의 출발에 이어 우궈전은 국민당 정부와 함께 자신이 심각한 문제들로 본 것에 대항하는 연설을 하기 시작하였다.  동년에 그는 "당신의 돈은 타이완에서 경찰 국가를 건설하고 있다."라는 제목이 붙은 "룩" 잡지에 기사를 썼다.  중화민국의 국회에 의하여 그에 대한 결의를 포함하여 우궈전과 장제스의 정권 사이에 대사의 투쟁은 더욱 올라갔다.  1954년 후순에 대사의 투쟁은 우궈전과 당시 또한 미국에 있었던 후스 사이에 대사의 투쟁이 일어나기도 하였다.
당시 미국은 내포에 공산주의를 지키는 데 강한 군사 기지를 확보하는 목적으로 타이완 중앙 정부와 동맹을 맺는 시도를 하고 있었다.  그러므로 경찰 국가를 싸우는 아이디어는 미국의 협의 사항에 낮았다.  그의 글에 미국의 응답 부족에 이어 우궈전은 조지아주 서배너에 있는 암스트롱 애틀랜틱 주립 대학교에서 중국사의 교수로 지낸 미국에서 살았다.  미국에서 자신의 시간 동안 그는 자신의 저서 〈중국의 세습 재산〉에서 초기 역사와 신화의 맥락에서 중국의 문화에 상세한 분석을 포함한 다양한 작품들을 썼다.
우궈전은 주로 자유적 근대의 타이완의 형성에서 자신의 치명적인 역할과 국민당원의 전형적인 그의 반공주의 신념으로 기억되나 그는 또한 자신의 용감한 반국민당 수사학과 더욱 러시아식의 장징궈와 격렬한 불일치로 기억되기도 한다.